# Sacri Monti
Die Sacri Monti (Heilige Berge) im Piemont und in der Lombardei sind neun weitläufige Kapellenanlagen und andere Pilgerstätten, die im späten 16. und 17. Jahrhundert auf Bergen und an Seen errichtet wurden und jeweils die Verehrung bestimmter Aspekte des christlichen Glaubens zum Ausdruck bringen. Zusätzlich zu ihrer symbolischen und spirituellen Bedeutung sind sie von großer Schönheit und gut an die Landschaft angepasst. Sie bergen zahlreiche Kunstwerke, wie etwa Gemälde und Skulpturen. Seit 2003 sind die Sacri Monti ein Bestandteil des UNESCO-Weltkulturerbes in Norditalien.

## Das Weltkulturerbe
Die neun Sacri Monti des Weltkulturerbes heißen:
| Nr. | Sacro Monte                | Ort / Provinz / Lage                                                     | Beschreibung | Bild |
| --- | -------------------------- | ------------------------------------------------------------------------ | --- | ---- |
| 1   | Sacro Monte di Varallo     | Varallo Sesia Provinz Vercelli Lage                                      | Im Jahr 1497 wurden die Arbeiten am Sacro Monte begonnen, es ist damit der älteste seiner Art. Gegen 1650 war die Anlage weitgehend vollendet. Insgesamt besteht der Sacro Monte aus 45 Sakralbauten. |      |
| 2   | Sacro Monte di Crea        | Ponzano Monferrato Serralunga di Crea Provinz Alessandria Lage           | 1589 |      |
| 3   | Sacro Monte di Orta        | Orta San Giulio Provinz Novara Lage                                      | 1590 |      |
| 4   | Sacro Monte di Varese      | Varese (Provinz Varese) Lage                                             | 1598 |      |
| 5   | Sacro Monte di Oropa       | Biella, Ortsteil Oropa Provinz Biella Lage                               | 1617; alte und neue Wallfahrtsbasilika |      |
| 6   | Sacro Monte di Ossuccio    | Ossuccio Provinz Como Lage                                               | 1635 |      |
| 7   | Sacro Monte di Ghiffa      | Ghiffa Provinz Verbano-Cusio-Ossola Lage                                 | 1591 |      |
| 8   | Sacro Monte di Domodossola | Domodossola Provinz Verbano-Cusio-Ossola Lage                            | 1657 |      |
| 9   | Sacro Monte di Belmonte    | Valperga, Cuorgnè, Pertusio und Prascorsano Metropolitanstadt Turin Lage | 1712 |      |

## Weitere Sacri Monti
- Im Tessin in der Schweiz befinden sich der Sacro Monte von Brissago (erbaut 1767–1774) und die Madonna del Sasso oberhalb Locarno (erbaut 1616–1677), die eigentlich auch zu den Sacri Monti, aber bisher nicht zum Weltkulturerbe gehören.

- Sacro Monte di Andorno
- Sacro Monte di Arona
- Sacro Monte di Graglia